# منتخب الأوروغواي لكرة اليد الشاطئية
منتخب الأوروغواي لكرة اليد الشاطئية (بالإسبانية: Selección de balonmano playa de Uruguay)‏ هو ممثل الأوروغواي الرسمي في المنافسات الدولية في كرة اليد الشاطئية .